# Ação Colonial

Acção Colonial : Número Comemorativo da Exposição Colonial do Porto  foi publicado no Porto, pela ocasião da referida Exposição Colonial de 1934, tendo como diretor Frederico Filipe